# Provincia di Andahuaylas
La provincia di Andahuaylas è una provincia del Perù, la più popolosa nella regione di Apurímac. Il capoluogo della provincia è Andahuaylas.

## Geografia antropica

### Suddivisioni amministrative
La provincia è suddivisa in 19 distretti: 
- Andahuaylas
- Andarapa
- Chiara
- Huancarama
- Huancaray
- Huayana
- José María Arguedas
- Kaquiabamba
- Kishuara
- Pacobamba
- Pacucha
- Pampachiri
- Pomacocha
- San Antonio de Cachi
- San Jerónimo
- San Miguel de Chaccrapampa
- Santa María de Chicmo
- Talavera de la Reyna
- Tumay Huaraca
- Turpo